# Caloparyphus tetraspilus
Caloparyphus tetraspilus is een vliegensoort uit de familie van de Stratiomyidae. De wetenschappelijke naam van de soort is voor het eerst geldig gepubliceerd in 1866 door Loew.